# جمالپور-۴
جمالپور-۴ (به لاتین: Jamalpur-4) یک منطقهٔ مسکونی در بنگلادش است که در ناحیه جمال‌پور واقع شده‌است.